# Anarhichas orientalis
Espèce
Synonymes
Anarhichas lepturus Bean, 1879

Anarrhichas lepturus Bean, 1879

Anarrichas fasciatus Bleeker, 1873
Anarhichas orientalis, ou Poisson-loup de Béring, est un poisson de la famille des Anarhichadidae.
À maturité, il peut atteindre une taille de 112 cm et une masse de 15 kg. La tête des spécimens juvéniles peut présenter plusieurs taches sombres ainsi que quatre à cinq bandes longitudinales colorées sur le haut du corps.

## Alimentation
L'espèce se nourrit d'invertébrés présent au fond des eaux (en), tels que crabes et mollusques,.